# Salassa
Salassa là một đô thị ở tỉnh Torino trong vùng Piedmont, có vị trí cách khoảng 35 km về phía bắc của Torino, nước Ý. Tại thời điểm ngày 31 tháng 12 năm 2004, đô thị này có dân số 1.681 người và diện tích là 5,0 km².
Đô thị Salassa có các frazioni (các đơn vị trực thuộc, chủ yếu là các làng) Regione Burone, Cascina Fenale, Pianter, và Borgata Valleri.
Salassa giáp các đô thị: Castellamonte, Valperga, Rivarolo Canavese, San Ponso, và Oglianico.